# Anton the Terrible
Anton the Terrible er en amerikansk stumfilm fra 1916 af William C. deMille.

## Medvirkende
- Theodore Roberts som Anton Kazoff.
- Anita King som Vera Stanovitch.
- Horace B. Carpenter som Stanovitch.
- Harrison Ford som David Burkin.
- Edythe Chapman